# 千葉県立鎌ケ谷西高等学校

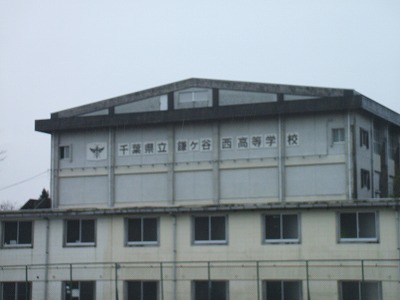
体育館

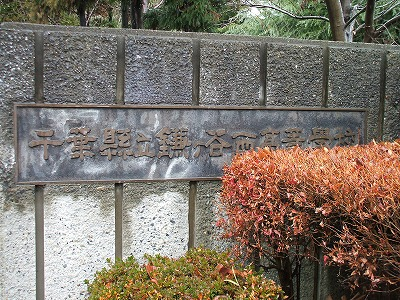
正門銘板

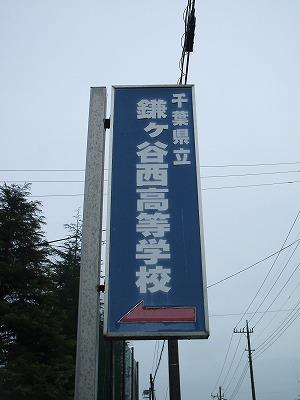
正門前看板

千葉県立鎌ヶ谷西高等学校（ちばけんりつ かまがやにしこうとうがっこう）は、千葉県鎌ケ谷市初富にある公立高等学校。所在地の地名は「鎌ケ谷市」だが、校名は「鎌ヶ谷西高等学校」である。愛称・略称は「カマニシ」。

## 概要
1980年（昭和55年）開校。2020年（令和2年）で開校40周年を迎えた。
学区は第3学区（鎌ケ谷市、柏市、流山市、野田市、我孫子市）に属するが、隣接学区である松戸市との境界沿いにあることから（運動場のすぐ裏は松戸市）、松戸市からの通学者も多く、また船橋市北部、白井市、印西市（千葉ニュータウン地区）からの通学者も少なくない。
設置学科は普通科のみであるが、選択科目で「保育基礎」を選択でき、保育園実習なども行う。2024年度（令和6年度）からは3年生に「保育基礎コース」が設置された。なお、千葉県立高校で保育を学習できるのは本校のほか、市川南高校、四街道北高校の3校のみである。
また「ユネスコスクール」として、ボランティア活動にも力を入れている。

### 校章・校歌・校訓
校章はスズメバチ1匹を象ったものである。学校公式ウェブサイトによれば、その由来は鎌ケ谷市の名産である梨畑の花から、土井晩翠の詩の一節「花より花に蜜を吸う 蜂のいそしみ わが勵（はげ）み」を引用し、蜂は勤勉で知能が高く社会生活を営むことから、蜂のように勤勉に「知識の泉を求めて勇躍飛翔することを願い」校章に採用したと説明されている。職員玄関にはガラスケースに入った大きなスズメバチの巣が展示されている。それにちなみ、体育祭・文化祭の名称も「蜂窩祭（ほうかさい）」とされている。
校歌は、初代校長の大賀初太が作詞、芥川也寸志が作曲を手がけた。
また校歌とは別に、2018年度（平成30年度）福祉教育推進校に指定された鎌ケ谷市内の小中高等学校3校で協力して制作した「みんなの鎌ケ谷」という楽曲があり、作詞を鎌ケ谷市立南部小学校と鎌ケ谷市立第四中学校の生徒、作曲を本校教諭、歌唱を3校の生徒らが担当した。
校訓は「選擇専修（せんちゃくせんじゅ）」。

### 制服
制服は、2023年度（令和5年度）より男女ともにブレザーの新制服を導入した。
それ以前の女子制服はセーラー服で（冬服は上下紺色、夏服は襟とスカートが紺色でブラウスの身頃は白）、胸当ての蜂の校章、スカーフ、襟と袖口の2本線の色を、鎌ケ谷市特産の梨色とした特徴的なデザインであった。なお、千葉県立高校で本校旧制服以外にセーラー服を女子制服としている学校は少なく、柏南高校、成田国際高校、木更津高校の3校のみである。

## 沿革
- 1979年（昭和54年）10月26日 - 開校を決定[2][2]。
- 1980年（昭和55年）
  - 4月1日 - 千葉県立鎌ヶ谷高等学校として創立[2]。初代校長に大賀初太が就任[2]。
  - 4月15日 - 開校式および第1回入学式を挙行（新入生275名）[2]。
- 1982年（昭和57年）3月20日 - 校舎落成記念式典を挙行[2]。校旗披露、校歌制定[2]。
- 1989年（平成元年）10月6日 - 創立10年記念式典を挙行[2]。
- 1992年（平成4年）1月22日 - 千葉県教育委員会より安全優良校として表彰される[2]。
- 2000年（平成12年）11月18日 - 創立20周年記念式典を挙行[2]。
- 2009年（平成21年）12月18日 - 創立30周年記念講演会を開催[2]。

## 学校行事
- 4月 - 入学式
- 5月 - 遠足
- 9月・10月 - 体育祭（蜂窩祭体育の部）・文化祭（蜂窩祭文化の部）
- 11月 - 生徒会役員選挙
- 12月 - 芸術鑑賞会
- 1月 - 予餞会
- 2月 - 修学旅行（沖縄県）
- 3月 - 卒業式

## 周辺

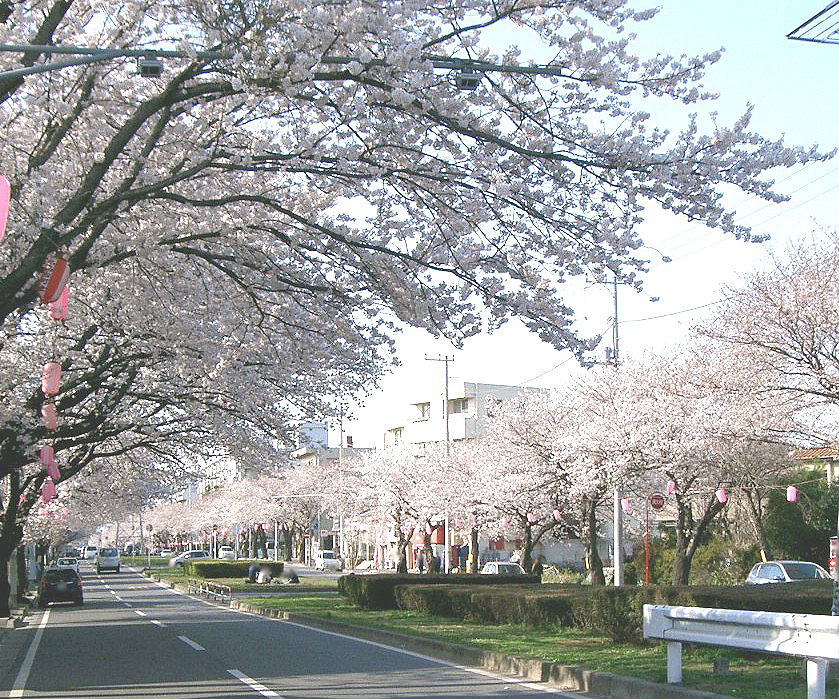
六高台さくら通り（3月下旬）

- 六高台さくら通り
- しまむら 六高台店[12]
- TSUTAYA 六高台店[13]
- 初富保健病院[14]
- また周辺には梨農園が点在している。

## 交通アクセス
- 東武野田線 六実駅下車、徒歩約15分
- 東武野田線、京成松戸線、北総鉄道 新鎌ヶ谷駅下車、徒歩約18分
- 京成松戸線 元山駅下車、徒歩約15分
- 京成松戸線 くぬぎ山駅下車、徒歩約20分

## 著名な卒業生
- 田中美和子 - Bayfmディスクジョッキー、『鶴光の噂のゴールデンアワー』元アシスタント
- FLIP-FLAP - 双子姉妹タレント
- 金成公信 - お笑いコンビ「ハローバイバイ」、吉本新喜劇座員
- 前村裕仁 - プロゴルファー[15]
- 桐畑和繁 - サッカー選手（柏レイソル、中退）